# ناغية
الناغية (الاسم العلمي: Nageia) هي جنس من النباتات تتبع الفصيلة المعلاقية من رتبة الصنوبريات.

## أنواع الناغية
- ناغية فلورية
- ناغية فورموزية
- ناغية كبيرة
- ناغية موتلية
- ناغية يابانية
- ناغية واليشية
- ناغية عربية
- ناغية فلمبانية